# Anabazenops
Genre
Le genre Anabazenops regroupe deux espèces de passereaux appartenant à la famille des Furnariidae. Ces espèces vivent en Amérique du Sud.

## Liste des espèces
D'après la classification de référence du Congrès ornithologique international (ordre phylogénique) :
- Anabate à grands sourcils — Anabazenops dorsalis
- Anabate à col blanc — Anabazenops fuscus